# Aniwa (Wisconsin)
Aniwa è un comune degli Stati Uniti, situato in Wisconsin e in particolare nella Contea di Shawano.